# Leprechaun (película)
Leprechaun (titulada El duende maldito en Hispanoamérica y La Noche del Duende en España) es una película estadounidense de terror y suspenso, catalogada como una comedia de terror; fue estrenada en 1993, escrita y dirigida por Mark Jones. Es protagonizada por Warwick Davis como el personaje principal y Jennifer Aniston en su debut cinematográfico. Davis interpreta a un leprechaun vengativo que cree que una familia le ha robado su olla de oro. Mientras los caza, la familia intenta localizar su oro para vencerlo. Originalmente, la película estaba destinada a ser más una película de terror, pero Davis decide darle una dosis de humor a su personaje. También se volvieron a grabar escenas con más sangre para atraer a audiencias adultas.
Fue la primera película producida internamente por Películas Trimark en ser estrenada en cines y logrando recaudar $ 8.6 millones en Norteamérica con un presupuesto de menos de $ 1 millón. Las críticas sobre el lanzamiento fueron negativas y se centraron en la actuación, el humor y la dirección de la película, todos los cuales fueron criticados, y también se la ha llamado la peor película de Jennifer Aniston. Fue seguido por seis secuelas y un reboot. Leprechaun se transmite a menudo el día de San Patricio.

## Argumento
En 1983, Dan O'Grady regresa a su casa en Dakota del Norte de un viaje a su Irlanda natal, donde le roba una olla de oro a un duende. Después de enterrar el oro, O'Grady descubre que el malvado duende lo había seguido a casa y asesinado a su esposa. O'Grady usa un trébol de cuatro hojas para suprimir los poderes del duende y atraparlo dentro de una caja. Antes de que pueda quemarlo, sufre un derrame cerebral.
Diez años después, J. D. Redding y su hija adolescente Tory alquilan la casa de campo O'Grady durante el verano. Los trabajadores contratados Nathan Murphy, su hermano Alex de 10 años, y su lerdo amigo Ozzie Jones, ayudan a pintar la casa de campo. Mientras mira alrededor del sótano, Ozzie escucha el grito de ayuda del duende y lo confunde con un niño pequeño. Quita el viejo trébol de cuatro hojas de la caja, liberándolo. Después de no poder convencer a los demás de que conoció a un duende, Ozzie ve un arco iris y lo persigue, creyendo que encontrará una olla de oro al final. Alex lo acompaña por temor a que Ozzie se lastime. Una bolsa de cien monedas de oro aparece mágicamente ante Ozzie. Después de que Ozzie prueba el oro y se traga accidentalmente una moneda, la guardan en un viejo pozo y planean guardarla para ellos, con la esperanza de «arreglar» el cerebro de Ozzie.
En la granja, el duende le tiende a J. D. una trampa, imitando la voz de un gato, mordiendo y lastimando su mano. Tory y los demás lo llevan al hospital, y el duende lo sigue en un triciclo. Alex y Ozzie visitan una casa de empeño para ver si el oro es puro. El duende mata a Joe, el dueño de la tienda de empeño, por robar su oro. El duende regresa a la granja, donde busca su oro y lustra cada zapato que encuentra. Después de dejar a J. D. en el hospital, el grupo regresa a la granja. Al encontrar que la habían saqueado, Nathan revisa afuera, donde es herido por una trampa para osos colocada por el duende.
Después de encontrar una escopeta en la granja, disparan al duende varias veces. Cuando esto no tiene ningún efecto, intentan huir de la granja, pero el duende ha saboteado el motor de su camión. Después de embestir el camión con un go-kart, el duende aterroriza al grupo hasta que Ozzie revela que él y Alex encontraron la olla de oro. Tory recupera la olla del pozo y se la da al duende. Creyendo que lo peor ha pasado, se van al hospital. Mientras cuenta su oro, el duende descubre que le falta la última moneda que se tragó Ozzie. Pensando que lo han engañado, los amenaza hasta que Ozzie les cuenta sobre O'Grady, quien fue llevado a un asilo de ancianos después de su derrame cerebral. Tory visita el asilo para saber cómo matar al duende.
En el asilo de ancianos, el duende finge ser O'Grady. Después de que persigue a Tory hasta un ascensor, el duende lanza el cuerpo ensangrentado de O'Grady por un conducto mientras Tory huye. Antes de morir, O'Grady le dice que la única forma de matar al duende es con un trébol de cuatro hojas. Tory regresa a la granja, donde busca un trébol hasta que es atacada por el duende; Nathan y Ozzie la salvan. Ozzie revela que se tragó la última moneda de oro, y el duende lo hiere gravemente tratando de obtenerla. Antes de que el duende pueda matar a Ozzie, Alex toma un trébol de cuatro hojas que Tory ha encontrado, lo pega en un trozo de goma de mascar y lo lanza a la boca del duende, lo que hace que se derrita. El duende cae al pozo, pero su esqueleto comienza a salir del pozo. Nathan empuja al duende hacia al pozo, vierte gasolina en el interior y lo prende en llamas provocando una explosión. Llegan las autoridades y Tory se reúne con su padre. Mientras la policía investiga los restos del pozo, el duende jura que no descansará hasta que recupere hasta la última pieza de oro.

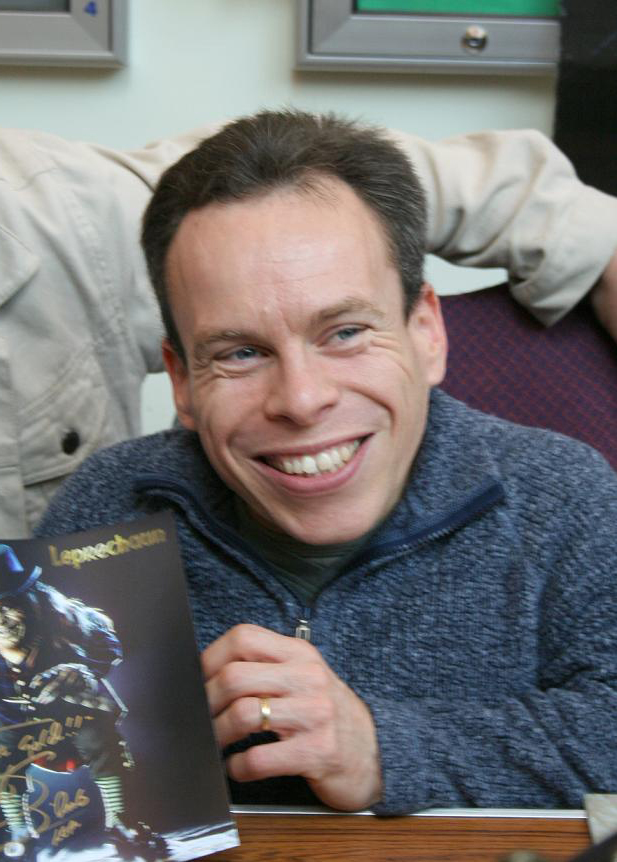
Warwick Davis quien encarna al malvado y temible duende Lubdan.

## Reparto

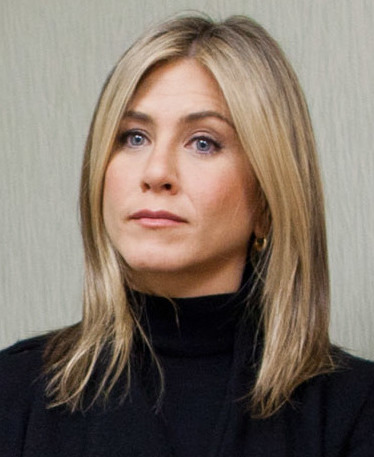
Jennifer Aniston encarna a la adolescente Tory Reading.

- Warwick Davis - Leprechaun
- Jennifer Aniston - Tory Reding
- Ken Olandt - Nathan Murphy
- Marcos Holton - Ozzie Jones
- Robert Gorman - Alex Murphy
- David Permenter - Deputy Trpet
- William Newman - Sheriff Cronin
- Shay Duffin - Dan O'Grady
- John Sanderford - JD Reding
- John Voldstad - Shop Owner
- Pamela Mant - la señora O'Grady

## Lanzamiento

### Estreno y recaudación
Leprechaun fue estrenada el 8 de enero de 1993 en más de 620 salas de cine en los Estados Unidos, recaudando unos $ 2 493 020 en su primera semana, ganando finalmente $ 8 556 940 solo en los Estados Unidos sin cifra específica de su total a nivel internacional, con un presupuesto de $ 900 000.

### Recepción
Leprechaun recibió críticas positivas y mixtas tras su lanzamiento siendo catalogada por muchos como una película de terror exageradamente violenta y otros la catalogaron como una película mala; Actualmente el filme es considerado como una película de culto y un clásico de terror y comedia por excelencia.
En la página IMDb los usuarios le han dado una Puntuación de 4.7 de 10; En el sitio web Ecartelera el filme recibió la calificación de 6.9 sobre 10 mientras que en Rotten Tomatoes, Leprechaun posee un 25 % de aprobación por parte de los críticos y un 32 % por parte de la audiencia.

## Producción

Saugus, California.

La película se filmó en la comunidad de Saugus en California incluyendo las escenas del pueblo, cafetería y hospital. La residencia de los Reding fue ensamblada exclusivamente para las filmaciones de la película. La banda sonora de Leprechaun fue compuesta en su totalidad por Kevin Kiner y Robert J. Walsh mientras que los efectos especiales así como el estilismo del duende estuvieron a cargo de Joel Harlow, John Deall, David Kindlon y Barnaby Harrison.